# 사이먼 캘로
사이먼 캘로(Simon Callow, CBE, 1949년 6월 15일 ~ )는 잉글랜드의 배우이다. 연출가, 작가, 음악가로도 활동하고 있다.

## 서훈
- 1999년 대영 제국 훈장 3등급(CBE) 수훈[1]

## 생애
칼로는 런던 스트레이텀에서 비서 이본 메리와 사업가 닐 프랜시스 캘로우의 아들로 태어났다. 그의 아버지는 영국과 프랑스계였고 어머니는 덴마크와 독일계였다. 그는 로마 가톨릭 신자로 자랐다. 캘로는 런던 웅변 학교에서 교육을 받았고, 북아일랜드의 퀸즈 대학교 벨파스트에서 공부했으며, 그곳에서 북아일랜드 시민권 운동으로 활동하다가, 런던 드라마 센터에서 훈련하기 위해 학위 과정을 포기했다.

## 출연 작품
- 빅토리아 & 압둘 - 푸치니 역
- 찰스 디킨스의 비밀 서재 - 리치 역
- 바이스로이즈 하우스
- 햄스테드 - 판사 역
- 블루 이구아나